# ماریوت-اسلیترویل (یوتا)
ماریوت-اسلیترویل (به انگلیسی: Marriott-Slaterville) شهری در ایالت یوتا کشور ایالات متحده آمریکا است که جمعیت آن در سرشماری سال ۲۰۱۰ میلادی، ۱٬۷۰۱ نفر بوده‌است.